# Rab Howell
Rabbi „Rab“ Howell (* 12. Oktober 1867 in Sheffield; † 21. Juli 1937 in Preston) war ein englischer Fußballspieler. Der rechte Außenläufer gewann im Jahr 1898 mit Sheffield United die englische Meisterschaft und gehörte auch zu Beginn der Saison 1900/01 zum Meisterkader des FC Liverpool. Er absolvierte zwei A-Länderspiele für England und gilt als erster Roma, der für die englische Nationalmannschaft gespielt hat.

## Sportlicher Werdegang
Bereits um die Geburtsstätte von Rabbi Howell existieren verschiedene Erzählungsvarianten. Während vermutet wurde, dass er als Angehöriger der Bevölkerungsgruppe der Roma in einem Wohnwagen in dem Sheffielder Stadtteil Wincobank auf die Welt gekommen ist, wurde im Register von Ecclesall ein Zelt in Dore angegeben. Im Zensus von 1871 wiederum galt als Geburtsort Brightside – und als Wohnort Stock’s Hill in Ecclesfield – ebenfalls beides in Sheffield gelegen. Beim FC Ecclesfield begann dann auch Howells Fußballerkarriere und über die Rotherham Swifts heuerte er im März 1890 beim Zweitligisten Sheffield United an. Obwohl mit 1,65 Meter klein gewachsen, begann er in Sheffield zunächst als Mittelstürmer und wechselte danach in die zentrale Abwehrmitte. In seiner zweiten Saison agierte er zumeist als Außenläufer und als der Klub zur Spielzeit 1892/93 erstmals an der zweiten Liga der Football League teilnahm, bekleidete er die rechte Verteidigerposition, während Ernest Needham die linke Seite übernahm.
Howell zeichnete sich durch eine hohe Ausdauer und eine ausgeprägte Verbissenheit in den Zweikämpfen aus, so dass gegnerische Flügelspieler ihn als „Terrier“ nur schwer ausspielen konnte. Besonders in Erinnerung blieben die Duelle mit Fred Spiksley vom Stadtrivalen Wednesday, die Howell oft für sich entscheiden konnten. Allerdings wurde ihm nachgesagt, dass er nicht selten zu „ballverbliebt“ agierte, dabei günstige Momente im Spielaufbau verpasste und auch in der Schusstechnik sowie im Passspiel Defizite offenbarte. Nach dem Erstligaaufstieg 1893 stabilisierte sich Sheffield United mit Howell in der höchsten englischen Spielklasse und über die Vizemeisterschaft 1897 gewann er im Jahr darauf mit den „Blades“ die Meisterschaft. Er trug dazu 24 Einsätze in 30 Partien bei, wobei er noch vor Ablauf der Spielzeit Anfang April 1898 zum Ligakonkurrenten FC Liverpool gewechselt war. Insgesamt hatte er 240 Pflichtspiele für Sheffield absolviert, davon 155 in der Football League und 22 im englischen Pokal. Bereits drei Jahre vor seinem Abgang hatte er beim 9:0-Sieg gegen Irland sein erstes A-Länderspiel für England bestritten (als mutmaßlich erster Roma). Die Umstände von Howells Abgang in Sheffield waren kontrovers. Immer wieder hatte er sich mit dem Klub aufgrund einiger „Aktivitäten auf und jenseits des Platzes“ zerstritten, wobei die Vorwürfe von der Beteiligung an illegalen Spielabsprachen bis hin zu einer außerehelichen Affäre reichten – die Korruptionsvorwürfe wurden nie belegt; vielmehr war mutmaßlich dem methodistisch geprägten Klub seine ihm nachgesagte unstete Lebensweise ein Ärgernis. Als Tiefpunkt diente jedenfalls seine schwache Leistung Ende März 1898 gegen West Bromwich Albion und kurz nach der 0:2-Niederlage kam der Wechsel nach Liverpool zustande.

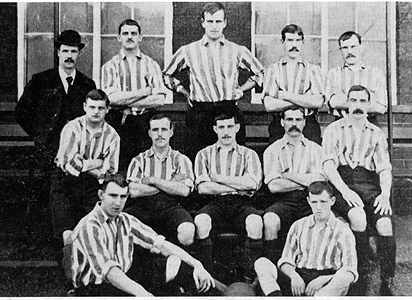
Rab Howell (unten rechts) mit Sheffield United am 28. September 1895 vor dem Spiel gegen Stoke City.

Howell debütierte für den FC Liverpool am letzten Spieltag der Saison 1897/98 beim 4:0-Erfolg gegen Aston Villa. In seinem ersten vollständigen Jahr gewann der Neuzugang mit Liverpool die Vizemeisterschaft 1899 und absolvierte 30 von 34 Ligapartien. Er blieb um die Jahrhundertwende zunächst weiter Stammspieler, bevor der mittlerweile 33-Jährige in der Meistersaison 1900/01 nur noch in zwei Spielen zum Einsatz kam – sein letzter Auftritt war am Neujahrstag 1901 gegen den FC Stoke und endete mit einem 3:1-Sieg. Zur Saison 1901/02 wechselte Howell zum Zweitligisten Preston North End und ließ dort seine Karriere ausklingen, bevor ein Beinbruch für das Ende seiner Laufbahn sorgte. Am 30. September 1904 fand ein Benefizspiel zwischen Liverpool und Preston statt, wobei die Einnahmen Howell zugutekamen.
Nach der Fußballerkarriere wohnte Howell weiterhin in Preston und verdiente seinen Lebensunterhalt als Arbeiter und Nachtwächter. Zum Ende seines Lebens litt er stärker an gesundheitlichen Problemen und erblindete im Jahr 1936. Am 21. Juli 1937 verstarb er im Alter von 69 Jahren.

## Titel/Auszeichnungen
- Englischer Fußballmeister (1): 1898